# Richland (Pensilvânia)
Richland é um distrito localizado no estado norte-americano de Pensilvânia, no Condado de Lebanon.

## Demografia
Segundo o censo norte-americano de 2000, a sua população era de 1508 habitantes.
Em 2006, foi estimada uma população de 1482, um decréscimo de 26 (-1.7%).

## Geografia
De acordo com o United States Census Bureau tem uma área de
4,0 km², dos quais 4,0 km² cobertos por terra e 0,0 km² cobertos por água. Richland localiza-se a aproximadamente 166 m acima do nível do mar.

## Localidades na vizinhança
O diagrama seguinte representa as localidades num raio de 12 km ao redor de Richland.